# Gunong Situi
Gunong Situi är en kulle i Indonesien.   Den ligger i provinsen Aceh, i den västra delen av landet, 1 700 km nordväst om huvudstaden Jakarta. Toppen på Gunong Situi är 145 meter över havet.
Terrängen runt Gunong Situi är platt åt sydväst, men åt nordost är den kuperad.Runt Gunong Situi är det ganska glesbefolkat, med 24 invånare per kvadratkilometer. I omgivningarna runt Gunong Situi växer i huvudsak städsegrön lövskog.